# Bellinger Berg
Der Bellinger Berg ist ein Naturschutzgebiet und FFH-Gebiet auf dem Gebiet der Stadt Steinau an der Straße im Main-Kinzig-Kreis in Hessen. Das Naturschutzgebiet um den 345 Meter hohen Bellinger Berg herum liegt nordwestlich von Bellings, einem Stadtteil von Steinau an der Straße, zwischen der westlich verlaufenden Landesstraße 3196, der südlich verlaufenden Kreisstraße 947 und der östlich verlaufenden Landesstraße 3372.

## Bedeutung
Das 95,59 ha große Gebiet ist seit dem Jahr 1985 unter der Kennung 1435040 als Naturschutzgebiet ausgewiesen, seit 2008 flächen- und namensgleich als FFH-Gebiet. Es steht unter Naturschutz, um „diesen markanten Muschelkalkkegel als Standort und Lebensraum für eine Reihe seltener und bestandsgefährdeter Tier- und Pflanzenarten zu schützen und zu erhalten“.